# Lampanah Tunong
Lampanah Tunong is een bestuurslaag in het regentschap Aceh Besar van de provincie Atjeh, Indonesië. Lampanah Tunong telt 465 inwoners (volkstelling 2010).